# Харгажин
Харгажин — деревня в Тулунском районе Иркутской области России. Входит в состав Гадалейского муниципального образования.
Находится у реки Большой Гадалей, примерно в 42 км к юго-востоку от районного центра.

## Население
| 2002 | 2010 | 2011 | 2012 |
| ---- | ---- | ---- | ---- |
| 123  | ↘72  | →72  | ↘68  |

По данным Всероссийской переписи, в 2010 году в деревне проживали 72 человека (30 мужчин и 42 женщины).